# Cor Zegger
Quirinius Hendricus Joseph „Cor” Zegger (ur. 11 marca 1897 w Amsterdamie, zm. 5 stycznia 1961 w Farmington) – holenderski pływak, uczestnik Letnich Igrzysk 1920 w Antwerpii.
Podczas igrzysk olimpijskich w 1920 roku wystartował na dystansie 1500 metrów stylem dowolnym, lecz odpadł w pierwszej rundzie.